# 淀川キリスト教病院
宗教法人在日本南プレスビテリアンミッション淀川キリスト教病院（しゅうきょうほうじんざいにほんみなみプレスビテリアンミッションよどがわキリストきょうびょういん）は、大阪府大阪市東淀川区柴島にある病院である。地域医療支援病院。

## 沿革
- 1953年（昭和28年）ジャパンミッションは大阪キリスト教病院招致委員会及び大阪府衛生部の推薦により、現在地（淡路）に5400坪（17820m2）を購入する。
- 1955年（昭和30年）フランク・A・ブラウン淀川キリスト教診療所がフランク・A・ブラウン医師を開設者として開所される。
- 1956年（昭和31年）フランク・A・ブラウン医師個人を開設者として大阪府知事により淀川キリスト教病院開設許可を受ける。米国南長老教会婦人会から、誕生日献金を病院建設資金として受ける。
- 1957年（昭和32年）血液型不適合児に対する交換輸血を開始、医学界に多大な貢献をした。
- 1960年（昭和35年）ジャパンミッションに対し病院開設の認可があり、宗教法人在日本南プレスビテリアンミッション淀川キリスト教病院となる。
- 1966年（昭和41年）長老教会開発資金の援助により旧西館落成（ベッド数135床）。
- 1969年（昭和44年）理事会を設置東淀川区最初の総合病院の指定を受ける。
- 1970年（昭和45年）旧東館を落成（ベッド数152床）。
- 1972年（昭和47年）ペリネータルセンター（周産期センター）を開設する。
- 1982年（昭和57年）全館改築が始まる。
- 1984年（昭和59年）ホスピス（ベッド数23床）を含む南館落成。
- 1986年（昭和61年）中央館を落成（ベッド数388床）。
- 1988年（昭和63年）西館建築開始　立体駐車場、オリーブ棟が落成。
- 1990年（平成2年）リハビリテーションセンター、健康管理増進センターを含む西館が落成（ベッド数607床）。
- 1992年（平成4年）臨床研修指定病院となる。
- 1993年（平成5年）老人訪問看護ステーション開設。
- 1998年（平成10年）淀川キリスト教病院老人保健施設開設。
- 2000年（平成12年）淀川キリスト教病院ケアプランセンター開設。
- 2002年（平成14年）淀川キリスト教病院附属腎クリニックを開設する。本館増改築部分が竣工する。
- 2003年（平成15年）淀川キリスト教病院附属クリニックを開設し、皮膚科、神経科が診療を開始する。
- 2004年（平成16年）分院開設。電子カルテ導入。
- 2005年（平成17年）創立50周年。地域医療支援病院承認取得。
- 2006年（平成18年）DPC導入。
- 2007年（平成19年）レディース ホスピタル開設。大阪府地域周産期母子医療センター認定。
- 2009年（平成21年）大阪府がん診療拠点病院指定。
- 2012年（平成24年）本院・分院・レディースホスピタル・附属腎クリニック・附属クリニックを統合し、新病院開設。レディースホスピタルは、附属レディースクリニックとなる。旧分院を改装し、ホスピス・こどもホスピス病院として開設。
- 2013年（平成25年）グランフロント大阪　ナレッジキャピタル6Fに淀川キリスト教病院附属うめきたクリニックを開設。
- 2015年（平成27年）附属レディースクリニックが閉院され、本院の産婦人科に機能が統合される。附属うめきたクリニックが閉院され、本院の健康管理増進センターに機能が統合される。訪問看護ステーションが閉所され、法人出資のよどきり医療と介護のまちづくり株式会社の事業の１つであるよどきり訪問看護ステーションにその機能が移る
- 2016年（平成28年）淀川キリスト教病院創立60周年記念行事開催
- 2017年（平成29年）ホスピス・こどもホスピス病院が閉院される。本院の病床再編により、6階にこどもホスピス病棟、9階にホスピス緩和ケア病棟が設置され、病床数が630床から581床に変更される。

## 病棟と関連施設
- 本院
- 老人保健施設
- 大阪チャーチ
- よどきり医療と介護のまちづくり株式会社（法人100%出資会社）
  - よどまちステーション（旧レディースホスピタル跡地に開設）
    - よどきり訪問看護ステーション
    - よどきりケアプランセンター
    - かんご庵
    - よどまち保健室

  - よどきり訪問看護ステーション新大阪
  - よどきり こども訪問看護ステーション

## 診療科
- 内科
  - 総合内科
  - 神経内科
  - 呼吸器内科
  - 循環器内科
  - 消化器内科
  - 脳血管神経内科
  - 腎臓内科
  - 内分泌・免疫内科
  - リウマチ膠原病内科
- 外科
  - 心臓血管外科
  - 整形外科
  - 形成外科
  - 脳神経外科
- 小児科
  - 小児外科
- 皮膚科
- 泌尿器科
- 産科・婦人科
- 眼科
- 耳鼻咽喉科
- リハビリテーション科
- リウマチ科
- 放射線科
- 麻酔科
- 神経科
- ホスピス

## 運営の特徴
本院は、医師をはじめ多職種の職員が200名余のほかに一般人も列して毎朝8時30分から院内のチャペルで行われる朝礼で始業する。朝礼は老人保健施設でも催され、日曜礼拝は近隣住民も多く列する。チャプレンは院内のチャプレン室で患者や家族の相談に応じ、入院時にベッドサイドを訪れ医療チームの一員として心とたましいのケアを担当する。
緩和医療内科・ホスピスでは、2012年のホスピス設立時から毎週土曜日夕食を患者の意向に沿って調理する「リクエスト食」という取り組みを行っている。

## 医療の特徴（救急医療）
2013年現在、救急医療で38000名余の救急患者を受入れ、診療は救急専門医のもとでICU、総合内科が連携して無休で二次救急を担う。小児科は診療時間外患者数が上回り、新病院移転後の2012年8月1日より「YCHこども救急24」として通年無休で小児急患を診療している。

## 臨床研修
淀川キリスト教病院の臨床医学教育の歴史は古く1964年（昭和39年）に研修医制度、1968年（昭和43年）に独自の各科ローテート方式によるインターン制度を、それぞれ始める。1992年（平成4年）に厚生省より臨床研修指定病院に認定される。現在は毎年12名以上が初期臨床研修医に採用される。周産期や小児医療に女性医師が多い。

## アクセス
- 阪急京都本線 崇禅寺駅から東へ約200m（徒歩5分）。
- 阪急千里線 柴島駅から西へ約100m（徒歩3分）。
- 新大阪駅東口から東へ約1km（徒歩15分）、または下記の路線バス
- 大阪シティバス 11号系統[3] 柴島駅淀川キリスト教病院前下車すぐ。

移転前の2006年（平成18年）5月から2008年（平成20年）3月までは、コミュニティバスのあいバスが淡路・新大阪の両駅から連絡していた。
- 駐車場あり[4]。